# Livets tåg
Livets tåg (franska: Train de vie; rumänska: Trenul vieţii) är en fransk-belgisk-nederländsk-israelisk-rumänsk tragikomedifilm från 1998 i regi av Radu Mihăileanu. I huvudrollerna ses Lionel Abelanski, Rufus och Agathe de la Fontaine. Filmen berättar historien om en liten östeuropeisk judisk by vars invånare smider en plan för att undkomma Förintelsen. 

## Handling
Året är 1941, och innevånarna i en liten shtetl i Östeuropa får höra via byfånen Shlomo att nazisterna är nära och att där de drar fram så försvinner hela byar med människor, som ingen mer hör av. Nu är de i byn intill och ingen tid är att förlora, hur ska de rädda sin by? 
Förtvivlade försöker byns äldre tänka ut en bra plan, men så kommer Sclomo med en idé: de kan organisera en låtsas-deportation, med tåg för att undkomma en riktig deportation. De deporterar sig själva till det heliga landet - Palestina. Ska deras galna plan lyckas?

## Rollista i urval
- Lionel Abelanski - Shlomo
- Rufus - Mordechai
- Clément Harari - Rabbin
- Michel Muller - Yossi
- Agathe de La Fontaine - Esther
- Johan Leysen - Schmecht
- Bruno Abraham-Kremer - Yankele
- Marie-José Nat - Sura
- Gad Elmaleh- Manzatou
- Serge Kribus - Schtroul
- Michel Israel  - Sage 3
- Rodica Sanda Tutuianu - Golda
- Sanda Toma - Mere de Yossi
- Zwi Kanar - Lilenfeld
- Razvan Vasilescu - Tzigan, översten